# Симо Дубајић
Симо Ш. Дубајић (Кистање, код Книна, 1. септембар 1923 — Београд, 8. јул 2009) био је учесник Народноослободилачке борбе и официр ЈНА, познат по учешћу у ликвидацијама заробљених квислиншких снага у Кочевским шумама маја 1945. и као први од учесника тих догађаја који је о томе јавно говорио.

## Биографија
Рођен је у Кистању, код Книна. У Шибенику је завршио гимназију и као седамнаестогодишњак постао члан СКОЈ-а. Послије проглашења НДХ прикључио се устанку, који је подигнут као одговор на усташке злочине. Крај рата дочекао је у чину мајора, као командант Мотомеханизованог одреда 4. армије Југословенске армије. Средином маја 1945. стигао је са својим одредом на југословенско-аустријску границу, гдје му је предато око 30.000 заробљених усташа и домобрана, припадника ЈВуО и словеначких бјелогардејаца. Дубајић је  добио задатак да их ликвидира у Кочевском рогу, што је заједно са својим саборцима и учинио у периоду од 26. маја до 5. јуна 1945. Тада је стрељано око 30.000 људи. Дубајић је касније тврдио да је све време био пијан, али да је наредио да се у јаме где су бацани лешеви додатно баца експлозив како нико не би остао жив.
Након што је напустио војну службу 1946, уписао се на Академију ликовних умјетности у Загребу. Тамо се почео интересовати за филмску режију. Асистирао је режисеру Бранку Бауеру на филмовима Сињи галеб (1953) и Не окрећи се, сине (1956). Самостално је режирао три кратка документарна филма - Посљедња лубара (1954), Челична карика (1954) и Крка (1955).  У тренутку кад је, са 23 године, требало да буде награђен генералским чином, иступио је из КПЈ, вратио вилу на Дедињу и дао оставку на службу у ЈНА. Затим одлази на Далеки исток где се бавио филмом.
У Кистањама се 1990. прикључио српском националном покрету у Хрватској. У то вријеме је у београдском недјељнику Свет признао учешће у партизанском масакру у прољеће 1945. године. Преселио се у Београд 1991, а 1993. хрватске власти оптужиле су га за тероризам, због улоге у одбрани Републике Српске Крајине.
Издао је аутобиографску књигу Живот, грех и кајање. Од Кистања до Кочевског рога (Београд 2006), у којој је, између осталог, описао учешће у масакру 1945. године, изневши како је у њему учествовала Девета далматинска ударна бригада, укључујући и будућу југословенску премијерку Милку Планинц. За разлику од његовог свједочења, према британским процјенама из 1945, било је укупно 13.000 ликвидираних, на што се 2009. позвало и Жупанијско одвјетништво у Загребу, са захтјевом да се спроведе истрага. Ово је прва истрага на територији бивше Југославије подигнута против партизана. Истрага није завршена.
Умро је 8. јула 2009. године у Београду а сахрањен је на Новом бежанијском гробљу.